# Thundercat
Thundercat, pseudonimo di Stephen Bruner (Los Angeles, 19 ottobre 1984), è un polistrumentista e cantante statunitense.

## Biografia
Nato in una famiglia di musicisti, Bruner iniziò a suonare il basso a 15 anni ed ebbe un piccolo successo in Germania come membro della boy band No Curfew. Un anno dopo si unì al fratello Ronald Jr. come membro della band punk di Los Angeles, Suicidal Tendencies, in sostituzione dell'ex bassista Josh Paul.

## Carriera

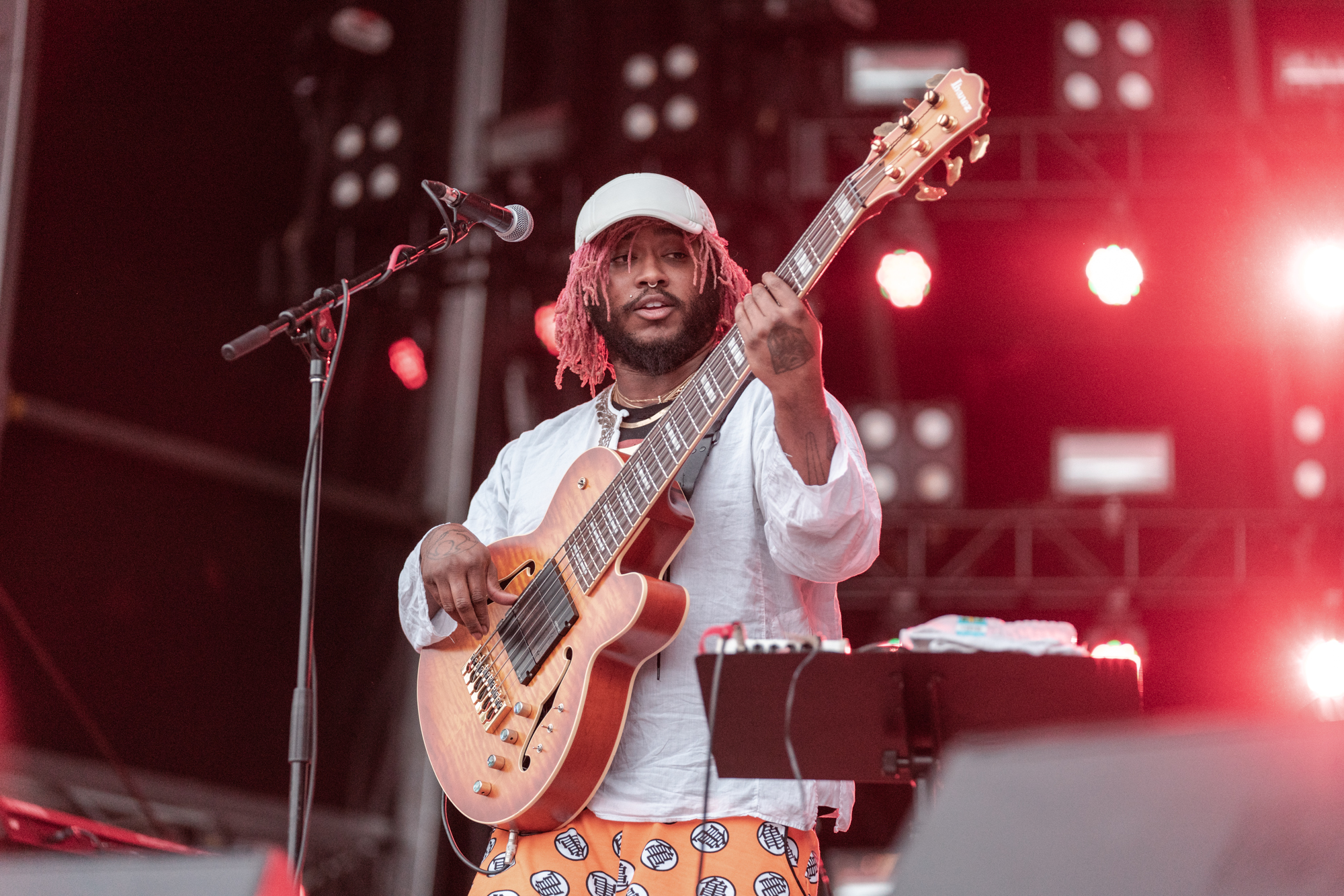
Thundercat in un concerto del 2018

Dal 2002 al 2011 è stato bassista del gruppo di musica crossover thrash Suicidal Tendencies, contribuendo alla produzione di tre dischi: Year of the Cycos (2008), No Mercy Fool!/The Suicidal Family (2010) e 13 (2013).
Nel 2008 ha collaborato con Erykah Badu per l'album New Amerykah Part One (4th World War), a cui ha fatto seguito nel 2010 la collaborazione con Flying Lotus per l'album Cosmogramma.
Nel 2011 ha pubblicato il suo primo album Golden Age of Apocalypse, prodotto proprio da Flying Lotus, con il quale ha poi lavorato per Until the Quiet Comes (2012) e You're Dead! (2014).
Nel luglio 2013 ha pubblicato il suo secondo album solista Apocalypse, anche questo coprodotto da Flying Lotus e pubblicato dalla sua etichetta Brainfeeder.
Un'importante collaborazione è quella avvenuta con Kendrick Lamar per l'acclamato album To Pimp a Butterfly, uscito nel marzo 2015, in cui Thundercat ha lavorato come autore, produttore, bassista e corista. Nel 2016 ha vinto un Grammy con Lamar per la canzone These Walls, premiata nella categoria "miglior collaborazione con un artista rap".
Nel giugno 2015 pubblica l'EP The Beyond / Where the Giants Roam. Sempre nel 2015 lavora con Kamasi Washington per il suo album The Epic. Collabora nuovamente con Kendrick Lamar anche per gli album Untitled Unmastered (2016) e Damn (2017).
Nel corso della sua carriera ha collaborato, tra gli altri, anche con Mac Miller, Keziah Jones, Vic Mensa, Bilal (Airtight's Revenge), Jhené Aiko (Souled Out), Kimbra (The Golden Echo), Childish Gambino (Because the Internet), Terrace Martin (Velvet Portraits) e Ty Dolla Sign (Free TC).
Nel febbraio 2017 pubblica il terzo album Drunk, a cui prendono parte Kendrick Lamar, Pharrell Williams, Wiz Khalifa, Kenny Loggins e Michael McDonald.

## Discografia

### Album in studio
- 2011 - The Golden Age of Apocalypse
- 2013 - Apocalypse
- 2017 - Drunk
- 2020 - It Is What It Is

### EP
- 2015 - The Beyond / Where the Giants Roam

### Compare in
- 2011 - Rocket Juice & the Moon - Album del gruppo Rocket Juice & the Moon
- 2013 - Because the Internet - Album di Donald Glover
- 2015 - To Pimp a Butterfly - Album di Kendrick Lamar
- 2015 - The Epic - Album di Kamasi Washington
- 2018 - Swimming - Album di Mac Miller
- 2023 - Cracker Island - Album dei Gorillaz[1]
- 2024 - Hyperdrama - Album dei Justice